# Indianapolis 500 in 1949

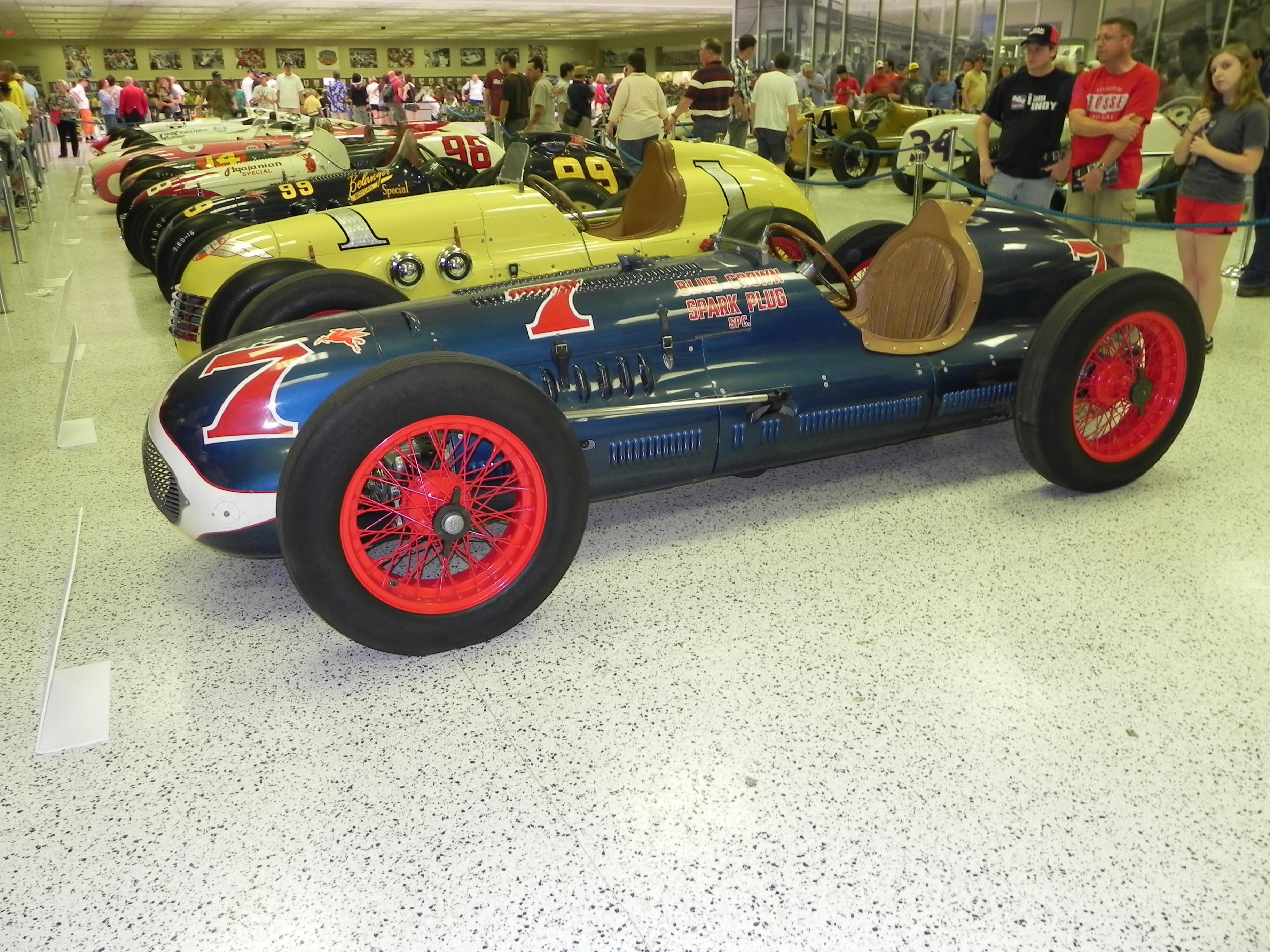
De auto waarmee Bill Holland de Indy 500 van 1949 won

De 33e Indianapolis 500 werd gereden op maandag 30 mei 1949 op de Indianapolis Motor Speedway. Amerikaans coureur Bill Holland won de race. Hij reed vanaf de 55e ronde aan de leiding en stond deze niet meer af. Het was zijn enige Indy 500 overwinning. Hij eindigde in 1947, 1948 en 1950 drie keer op de tweede plaats.

## Startgrid
| Rij | Binnen          | Midden          | Buiten            |
| --- | --------------- | --------------- | ----------------- |
| 1   | Duke Nalon      | Rex Mays        | Jack McGrath      |
| 2   | Bill Holland    | Duane Carter    | George Connor     |
| 3   | Jimmy Jackson   | George Lynch    | Johnny Mantz      |
| 4   | Mauri Rose      | Hale Cole       | Johnnie Parsons   |
| 5   | Myron Fohr      | Mack Hellings   | Duke Dinsmore     |
| 6   | Joie Chitwood   | Jackie Holmes   | Troy Ruttman      |
| 7   | Paul Russo      | Lee Wallard     | Jim Rathmann      |
| 8   | Bill Sheffler   | Sam Hanks       | Norm Houser       |
| 9   | George Fonder   | Spider Webb     | Charles van Acker |
| 10  | Johnny McDowell | Bayliss Levrett | Bill Cantrell     |
| 11  | Fred Agabashian | Emil Andres     | Manny Ayulo       |

## Race
| #                                  | Coureur           | Auto                     | Ronden | Opgave     |
| ---------------------------------- | ----------------- | ------------------------ | ------ | ---------- |
| 1                                  | Bill Holland      | Deidt-Offenhauser        | 200    |            |
| 2                                  | Johnnie Parsons   | Kurtis-Offenhauser       | 200    |            |
| 3                                  | George Connor     | Lesovsky-Offenhauser     | 200    |            |
| 4                                  | Myron Fohr        | Marchese-Offenhauser     | 200    |            |
| 5                                  | Joie Chitwood     | Kurtis Kraft-Offenhauser | 200    |            |
| 6                                  | Jimmy Jackson     | Deidt-Offenhauser        | 200    |            |
| 7                                  | Johnny Mantz      | Kurtis Kraft-Offenhauser | 200    |            |
| 8                                  | Paul Russo        | Silnes-Offenhauser       | 200    |            |
| 9                                  | Emil Andres       | Silnes-Offenhauser       | 197    |            |
| 10                                 | Norm Houser       | Langley-Offenhauser      | 181    |            |
| 11                                 | Jim Rathmann      | Wetteroth-Offenhauser    | 175    |            |
| 12                                 | Troy Ruttman      | Wetteroth-Offenhauser    | 151    |            |
| 13                                 | Mauri Rose        | Deidt-Offenhauser        | 192    | Mechanisch |
| 14                                 | Duane Carter      | Stevens-Offenhauser      | 182    | Ongeluk    |
| 15                                 | Duke Dinsmore     | Olson-Offenhauser        | 174    | Mechanisch |
| 16                                 | Mack Hellings     | Kurtis Kraft-Offenhauser | 172    | Mechanisch |
| 17                                 | Bill Sheffler     | Bromme-Offenhauser       | 160    | Mechanisch |
| 18                                 | Johnny McDowell   | Meyer-Offenhauser        | 142    | Mechanisch |
| 19                                 | Hale Cole         | Kurtis Kraft-Offenhauser | 117    | Mechanisch |
| 20                                 | George Fonder     | Adams-Sparks             | 116    | Mechanisch |
| 21                                 | Bill Cantrell     | Kurtis-Offenhauser       | 95     | Mechanisch |
| 22                                 | Jackie Holmes     | Kurtis-Offenhauser       | 65     | Mechanisch |
| 23                                 | Lee Wallard       | Maserati                 | 55     | Mechanisch |
| 24                                 | Bayliss Levrett   | Kurtis Kraft-Offenhauser | 52     | Mechanisch |
| 25                                 | Rex Mays          | Kurtis-Novi              | 48     | Mechanisch |
| 26                                 | Jack McGrath      | Kurtis Kraft-Offenhauser | 39     | Mechanisch |
| 27                                 | Fred Agabashian   | Maserati                 | 38     | Mechanisch |
| 28                                 | Manny Ayulo       | Bromme-Offenhauser       | 24     | Mechanisch |
| 29                                 | Duke Nalon        | Kurtis-Novi              | 23     | Ongeluk    |
| 30                                 | Sam Hanks         | Kurtis Kraft-Offenhauser | 20     | Mechanisch |
| 31                                 | Charles van Acker | Stevens-Offenhauser      | 10     | Ongeluk    |
| 32                                 | George Lynch      | Rassey-Offenhauser       | 1      | Ongeluk    |
| 33                                 | Spider Webb       | Bromme-Offenhauser       | 0      | Mechanisch |
| Gemiddelde snelheid : 195,257 km/h |                   |                          |        |            |